# Неврокоп (дем)
 Тази статия е за административната единица в Гърция.  За града в България вижте Гоце Делчев (град).  
Неврокоп (на гръцки: Δήμος Νευροκοπίου) е дем в северозападната част на област Източна Македония и Тракия, Егейска Македония, Република Гърция. Център на дема е град Зърнево. Демът е кръстен на останалия в България град Неврокоп (днес Гоце Делчев). Демът е обявен за планински.

## География
Демът има обща площ 3528,86 км2. На територията му се намира граничен пункт Ексохи, свързващ го с България. Дем Неврокоп е известен с много ниските температури през зимата и е най-студеното място в цяла Гърция. Прочут е с производството на първокачествени картофи и фасул.
Районът привлича посетителите със ски центъра Фалакро в планината Боздаг (Фалакро), с курортното селище в традиционен стил Руждене (Гранитис), големите язовири при селата Белотинци (Левкогия) и Борово (Потами), живописните горски маршрути за туристи и старите църкви.

## Секции и села
По данни от 2021 година населението на дема е 5319 жители. Демът се състои от следните демови секции и села:
- Демова секция Зърнево
  - град Зърнево (Κάτω Νευροκόπι, Като Неврокопи)
- Демова секция Белотинци
  - село Белотинци (Λευκόγεια, Левкогия)
- Демова секция Блатчен
  - село Блатчен (Αχλαδέα, Ахладеа)
- Демова секция Борово
  - село Борово (Ποταμοί, Потами)
- Демова секция Волак
  - село Волак (Βώλακας, Волакас)
- Демова секция Вощица
  - село Вощица (Μικρομηλία, Микромилия)
- Демова секция Възмен
  - село Възмен (Εξοχή, Ексохи)
- Демова секция Вълково
  - село Вълково (Χρυσοκέφαλος, Хрисокефалос)
- Демова секция Горна Лакавица
  - село Горна Лакавица (Μικροκλεισούρα, Микроклисура)
  - село Странен (Πέρασμα, Перасма)
- Демова секция Долно Броди
  - село Долно Броди (Κάτω Βροντού, Като Вронду)
- Демова секция Елес
  - село Елес (Лисе, Οχυρό, Охиро)
- Демова секция Каракьой
  - село Каракьой (Κατάφυτο, Катафито)
- Демова секция Куманич
  - село Куманич (Δασωτό, Дасото)
- Демова секция Руждене
  - село Руждене (Гюреджик, Γρανίτης, Гранитис)
- Демова секция Старчища
  - село Старчища (Περιθώρι, Перитори)
- Демова секция Търлис
  - село Търлис (Βαθύτοπος, Ватитопос)
- Демова секция Черешово
  - село Черешово (Παγονέρι, Пагонери)